# Kreissparkasse Herzogtum Lauenburg

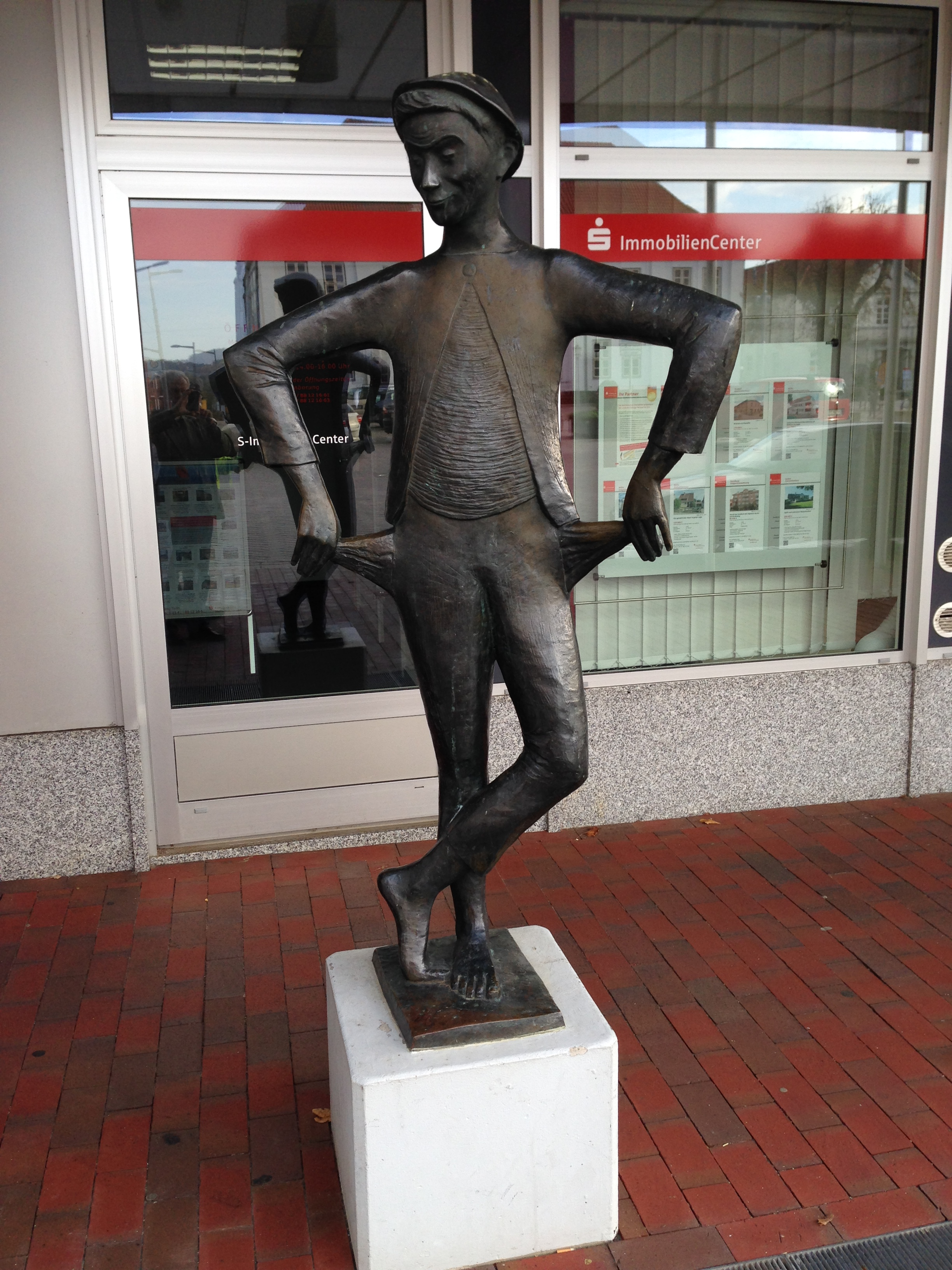
Der Taschenmann von Karlheinz Goedtke vor dem Eingang

Die Kreissparkasse Herzogtum Lauenburg ist eine öffentlich-rechtliche Sparkasse mit Sitz in Mölln. Ihr Geschäftsgebiet ist der Kreis Herzogtum Lauenburg.

## Organisationsstruktur
Die Kreissparkasse Herzogtum Lauenburg ist eine Anstalt des öffentlichen Rechts. Rechtsgrundlagen sind das Sparkassengesetz für Schleswig-Holstein und die durch den Verwaltungsrat der Sparkasse erlassene Satzung. Organe der Sparkasse sind der Vorstand und der Verwaltungsrat. Träger der Kreissparkasse ist der Kreis Herzogtum Lauenburg.

## Sparkassen-Finanzgruppe
Die Kreissparkasse Herzogtum Lauenburg ist Teil der Sparkassen-Finanzgruppe und gehört damit auch ihrem Haftungsverbund an. Er sichert den Bestand der Institute und sorgt dafür, dass sie auch im Fall der Insolvenz einzelner Sparkassen alle Verbindlichkeiten erfüllen können. Die Sparkasse vermittelt Bausparverträge der regionalen Landesbausparkasse, offene Investmentfonds der Deka und Versicherungen der Provinzial NordWest. Im Bereich des Leasing arbeitet die Kreissparkasse Herzogtum Lauenburg mit der  Deutschen Leasing zusammen. Die Funktion der Sparkassenzentralbank nimmt die NORD/LB wahr.

## Geschäftszahlen
Die Kreissparkasse Herzogtum Lauenburg wies im Geschäftsjahr 2023 eine Bilanzsumme von 4,108 Mrd. Euro aus und verfügte über Kundeneinlagen von 2,684 Mrd. Euro. Gemäß der Sparkassenrangliste 2023 liegt sie nach Bilanzsumme auf Rang 120. Sie unterhält 19 Filialen/Selbstbedienungsstandorte und beschäftigt 510 Mitarbeiter.

## Geschäftsstruktur
Die Lauenburgische Sparkassen-Immobilien GmbH (LSI GmbH) wurde 2004 als eine 100%ige Tochtergesellschaft der Kreissparkasse gegründet. Sie bietet Kommunen Lösungen für ihre städtebauliche Entwicklung an und unterstützt sie bei Immobilienprojekten.

## Geschichte
Die Kreissparkasse Herzogtum Lauenburg entstand am 1. Januar 1940 mit dem offiziellen Namen „Kreissparkasse des Kreises Herzogtum Lauenburg in Ratzeburg“.
Zu diesem Zeitpunkt blickte sie nicht nur auf eine über 100-jährige Geschichte des Sparkassenwesens in der Region, sondern auch auf eine über 30-jährige Diskussion über die Gründung eines kreisweiten und vom Kreistag getragenen Geldinstituts zurück. Die Gründung markierte nur den Anfang einer Entwicklung zur kreisweiten Sparkasse, die erst mit der Fusion der Schwarzenbeker Verbandssparkasse (1987) und der Möllner Sparkasse (2001) ihren Endpunkt erreichte.
Die reichsweiten Diskussionen über die Neuordnung des Sparkassenwesens und die Schaffung zentraler Einrichtungen wurden nach der verheerenden Bankenkrise 1931 immer lauter. Im Kreis Herzogtum Lauenburg wehrten sich die Städte jedoch gegen die Zusammenlegung, denn sie befürchteten, Gestaltungsmöglichkeiten und eine Einnahmequelle zu verlieren. 1937 trat die Diskussion in eine neue Phase, als durch die Aufhebung des Landeskommunalverbandes der Kreis seine Sonderstellung auf dem Finanzsektor verlor. Die Stadt Geesthacht kam als Folge des Groß-Hamburg-Gesetzes zum Kreisgebiet hinzu.
Durch den Erlass des Reichswirtschaftsministers Walther Funk vom 28. Dezember 1939 wurde die Umwandlung der Landesbank in die „Kreissparkasse des Kreises Herzogtum Lauenburg in Ratzeburg“ zum 1. Januar 1940 angeordnet. Gleichzeitig wurden die Spar- und Leihkasse der Stadt Ratzeburg, die Sparkasse der Stadt Lauenburg/Elbe, die Steinhorster Spar- und Leihkasse sowie die Sparkasse zu Büchen-Bahnhof in die neue Sparkasse eingegliedert. Über das Geschäftsgebiet der neuen Einrichtung wurde im Vorfeld heftig diskutiert. So blieben die Möllner Sparkasse und die Schwarzenbeker Verbandssparkasse vorerst selbstständig. In der Stadt Mölln übernahm jedoch die Kreissparkasse die bestehende Zweigstelle der Landesbank als eigene Niederlassung, in Schwarzenbek wurde dagegen die Zweigstelle der Landesbank aufgegeben. Im Jahre 2020 verlegte die Sparkasse ihren Sitz von Ratzeburg nach Mölln.